# 陰嚢
陰嚢（陰囊、いんのう、英: Scrotum）は、一部の哺乳類のオスが持つ皮膚と筋肉や脂肪から成る器官で精巣（睾丸）を包む袋状の突出部。腹部の延長線に位置し、主にヒトやその他の一部哺乳類の場合、付け根は思春期以降陰毛によって覆われる。女性では、陰嚢は大陰唇に相当する。
一般に精巣と混同される事があるが、精巣（睾丸）すなわち性器自体を指すのに対し、陰嚢はそれを包む袋を指す。布久利（ふぐり）とも言い、俗に、袋（玉袋、皮袋）、いなり（おいなりさん）とも言われる。東北地方の一部の地域では、じじこまたはすずこ（ずの発音はじに近い）とも呼称される。

## 概要
現生哺乳類のうち、有袋類と北方真獣類の大多数が持つ器官である。ただし、それぞれで独自の進化を遂げており、有袋類では陰茎の前側に位置し、ヒトを含む大多数の北方真獣類とは位置が異なる。
ヒトの場合、男性のみに存在し、陰茎の付け根にあり、体外に膨らむ。表面はメラニン、汗腺が多い。皮下脂肪はなく、表面から順に、表皮、真皮、肉様膜、コールス筋膜、4層の被膜、睾丸鞘膜の9層の薄い平滑筋で構成する。厳密に言えば皮とは違うが、人間の皮の中で一番厚いと言われる。陰嚢の真ん中の線を陰嚢縫線という。中の2つの睾丸は平行でなく、一般的に左側の睾丸が右側よりも垂れ下がっている。
精子の形成に適切な温度（34-35度）を維持する機能を持ち、温度によって伸展または収縮し、暑い時は広がって放熱を促進し、寒いときは縮まって放熱を抑止する。また、陰茎が勃起した際に皮が引っ張られ、性行為等における射精直前には縮み上がる。

陰嚢は男性器のタナー段階Iは思春期前・幼児型、II・III・IVで発達、Vで成人型となる

色は思春期前は肌色に近く、男性器のタナー段階IIで思春期は始まる精巣容量が4ml以上になると共に（この段階で思春期に入った事に気づきにくく、身長の伸びのピークを迎えるか陰毛が発生（陰毛のタナー段階II、男性器のタナー段階IIIになってから約1年後）した時点で思春期に入った事に気づきやすい）陰嚢が増大し、しわがきめ細かく赤みが帯びる。IIIでさらに増大し、IVで陰嚢がさらに増大すると共に黒ずんでくる。

## 疾患
- 陰嚢被角血管腫
- 陰嚢腫大 - 陰嚢の疾患のひとつ。
- 煙突掃除人癌